# Kia Motors
A Kia Motors (koreai nyelven: 기아자동차) egy autógyártó vállalat Szöulban, Dél-Koreában, mely az ország második legnagyobb autógyára a Hyundai Motor Company után. A Kia 2012-ben 2,7 millió, 2013-ban pedig 2,75 millió járművet adott el világszerte. A gyár részvényeinek 33,88%-át jelenleg a Hyundai Motor Company birtokolja.

## Története
A Kia Motors hivatalos álláspontja szerint a "Kia" egy betűszó, mely a sino-koreai ki (起, kijönni, előjönni) és a (亞, (Kelet-)Ázsiát jelöli) szavakra utal és szabad fordításban azt jelenti, hogy Kiemelkedni (Kelet-)Ázsiából.
A Kia 1944. december 11-én alapult csebolként, amikor Korea még a Japán Birodalom része volt, és acélcsöveket, valamint kerékpáralkatrészeket gyártott. 1951 elkezdett kész kerékpárokat gyártani, majd egy évvel később Kyungsung Precision Industryra módosította a nevét. 1957-től attért kisméretű motorkerékpárok gyártására, Honda licenc alapján, majd 1962-től tehergépkocsikat a Mazda tervei alapján. 1973-ban megnyitotta első, kimondottan autógyártásra tervezett üzemét, Kvangmjong városában, mely a Sohari nevet kapta. Itt 1974-től kezdve a Mazda Familia személyautó második generációján alapuló Kia Brisák készültek. Később a Fiat 132 és a Peugeot 604 tervei alapján épített modellekkel is kiegészült a kínálat. 1981-ben azonban a Kia kénytelen volt felhagyni a személyautók gyártásával és visszatérni a könnyű teherautókhoz, Cson Duhvan elnök ipari megerősödést célzó rendelkezései miatt.
1986-ban a Forddal partneri szerződést kötve a Kia visszatért a személygépkocsik piacára. Az év végéig mindössze 26 autó készült el, a következő évben azonban már 95 ezer darabot szereltek össze. A kínálatot ismét Mazda-alapú modellek alkották, melyeket hazai és külföldi piacokon is értékesített a gyár. Ezek közé tartozott a Mazda 121-en alapuló Kia Pride és Avella is, melyeket Észak-Amerikában és Ausztrálázsiában is árultak, Ford Festiva, illetve Ford Aspire néven.
A Kiát 1992-ben jegyezték be az Amerikai Egyesült Államokban, az értékesítés pedig 1994 februárjában kezdődött meg, az Oregon állambeli Portlandben, mindössze négy kereskedésben. A vállalat módszeresen, egyszerre csak egy régióban igyekezett terjeszkedni és növekedni Amerikában. Eleinte csak a Sephia volt megvásárolható Kia márkanév alatt, néhány évvel később aztán bevezetésre került a Sportage is. 1995 végére a kezdeti négy helyett már több mint száz kereskedése volt a gyárnak az Egyesült Államokban, harminc államban, 24 740 járművet eladva.

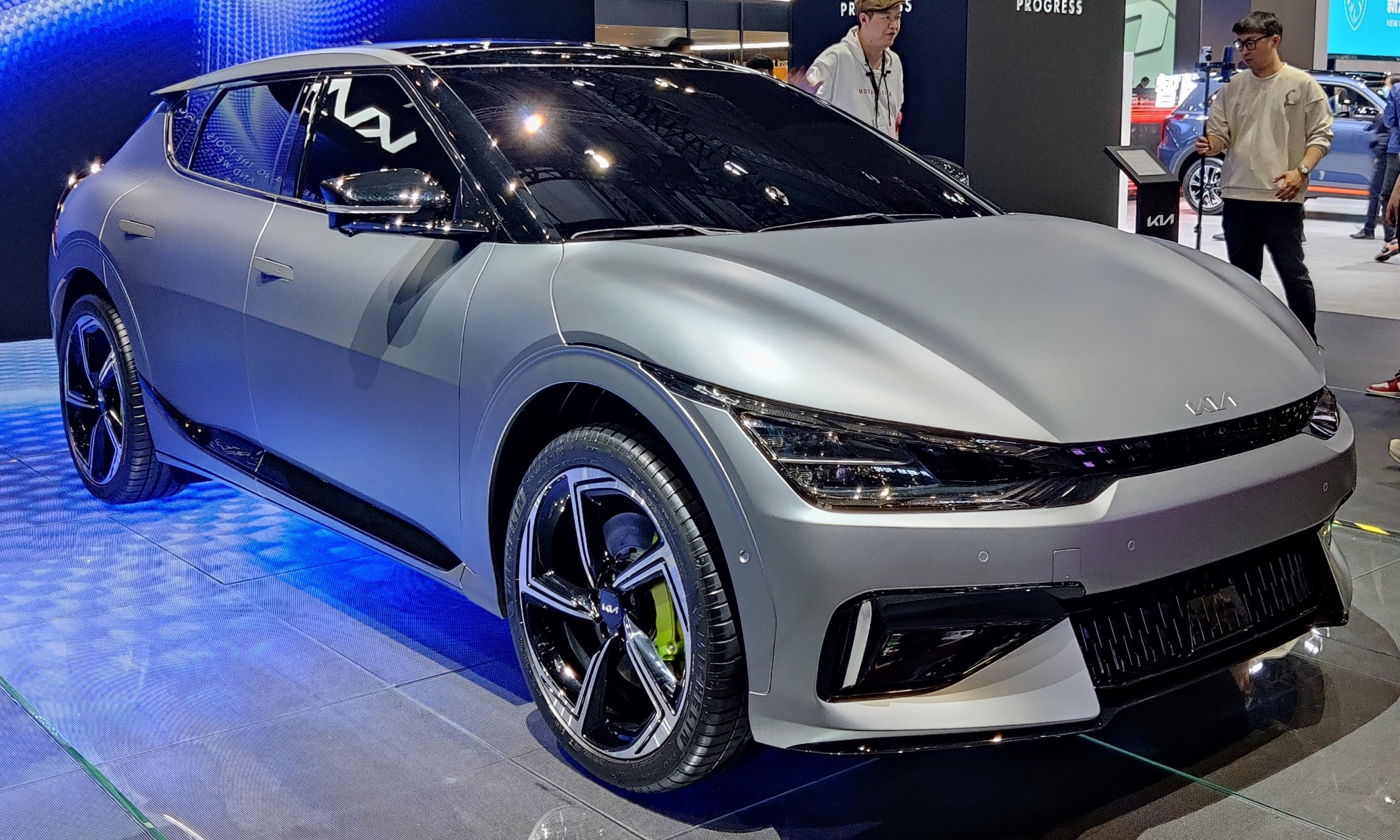
Az elektromos meghajtású Kia EV6

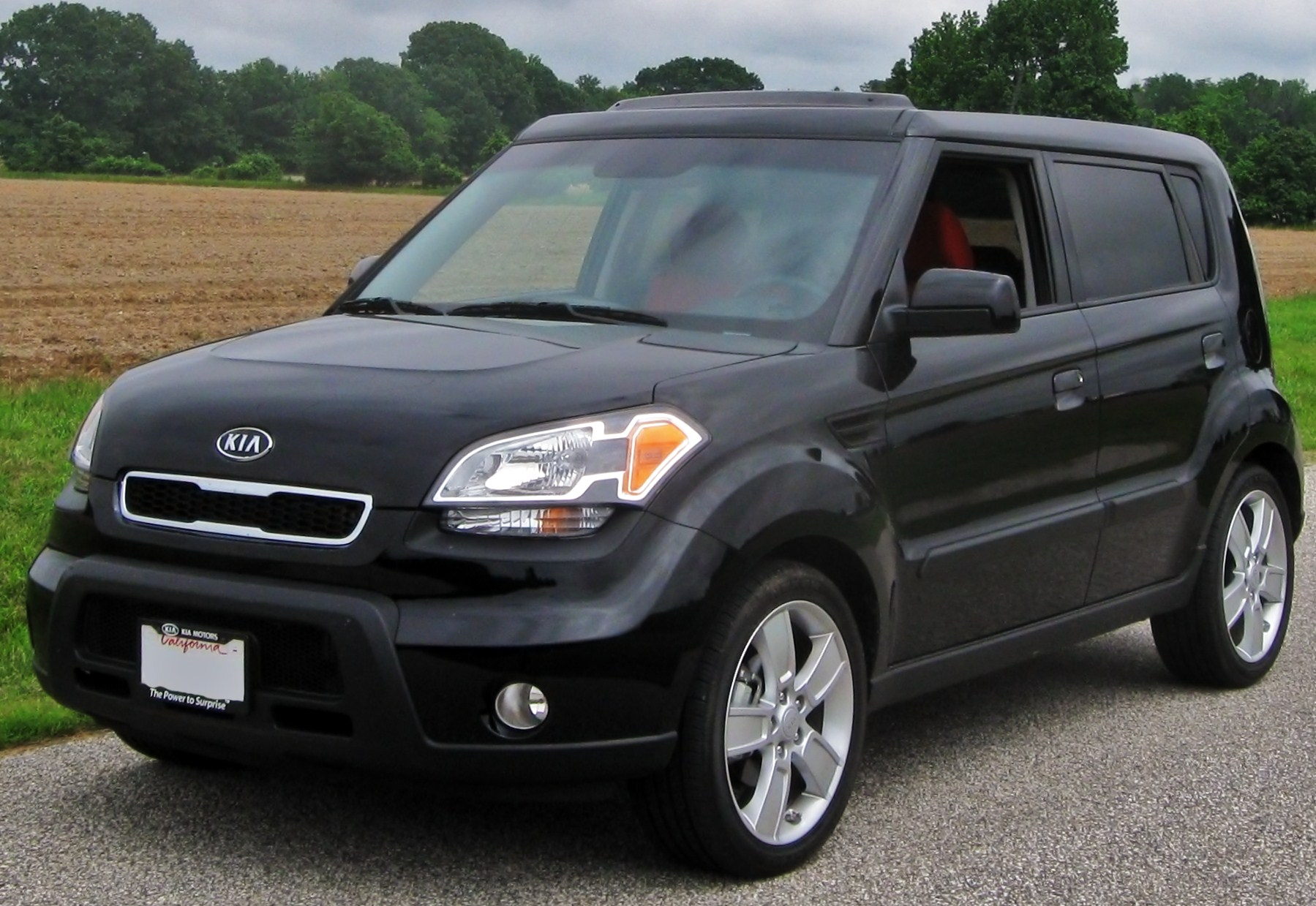
Kia Soul

A folyamatos fejlődésnek az 1997-es ázsiai gazdasági válság vetett véget, melynek következtében a Kia csődöt jelentett. 1998-ban a Hyundai Motor Company felvásárolta a cég részvényeinek 51%-át, beleértve a Ford 1986 óta meglévő részesedését is. Jelenleg már kevesebb, 33,88%-ot birtokol a Hyundai, de még így is a Kia legnagyobb részvényese.
2005 óta a Kia az európai piacra helyezi a fő hangsúlyt és a formatervezést kiemelkedően fontosnak tartja a siker szempontjából, ezért is nevezte ki 2006-ban vezető dizájnerré Peter Schreyert, aki többek között az Audi TT-t is megtervezte. Schreyer munkájának az eredménye az úgynevezett "tigrisorr" hűtőrács, melynek jellegzetessége miatt könnyen felismerhetők a gyár modelljei.
2006 októberében a Kia Motors America egy 1 milliárd dolláros beruházás keretein belül belekezdett a Kia Motors Manufacturing Georgia üzem felépítésébe, West Pointban, Georgia államban. A termelés már 2009 novemberében elkezdődött, de a hivatalos átadóünnepségre csak 2010 februárjában került sor, éppen akkor, amikor a Kia sorozatban már 15. éve folyamatosan javuló értékesítési eredményeket produkált.
A Kia 2014 augusztusában komoly nemzetközi figyelmet kapott, amikor Ferenc pápa öt napra Dél-Koreába látogatott. Tartózkodása alatt egy Kia Soullal, egy Kia Carnivallal és egy Hyundai Santa Fével is szállították. A legfontosabb szerepet a Soul kapta, mivel érkezése és a fogadó ceremónia után azzal hagyta el az Incshoni repülőteret, hatalmas médiaérdeklődés kíséretében.

## Társulások és leányvállalatok

### Hyundai Motor Company
A Hyundai Motor Company 1998-ban felvásárolta a Kia részvényeinek 51%-át, ez az arány azóta 33,88%-ra csökkent. A Kia emellett résztulajdonos a Hyundai 19 különböző vállalatában, 5,23% és 40% között változó arányokban.

### Kia Motors America
A Kia Motors America (KMA) a Kia Amerikai Egyesült Államokban való értékesítéseit, népszerűsítő kampányait és kereskedőhálózatát kontrolláló leányvállalata. A KMA jóvoltából jelenleg több mint 755 hivatalos márkakereskedésben vásárolhatnak Kia modelleket az emberek Amerika szerte.
2009 novemberében a frissen felépült Kia Motors Manufacturing Georgia üzemben megkezdődött a saját piacra szánt Kia modellek összeszerelése. Ezek közé tartozik a Kia Sorento és a Kia Optima.

### Kia Motors Europe

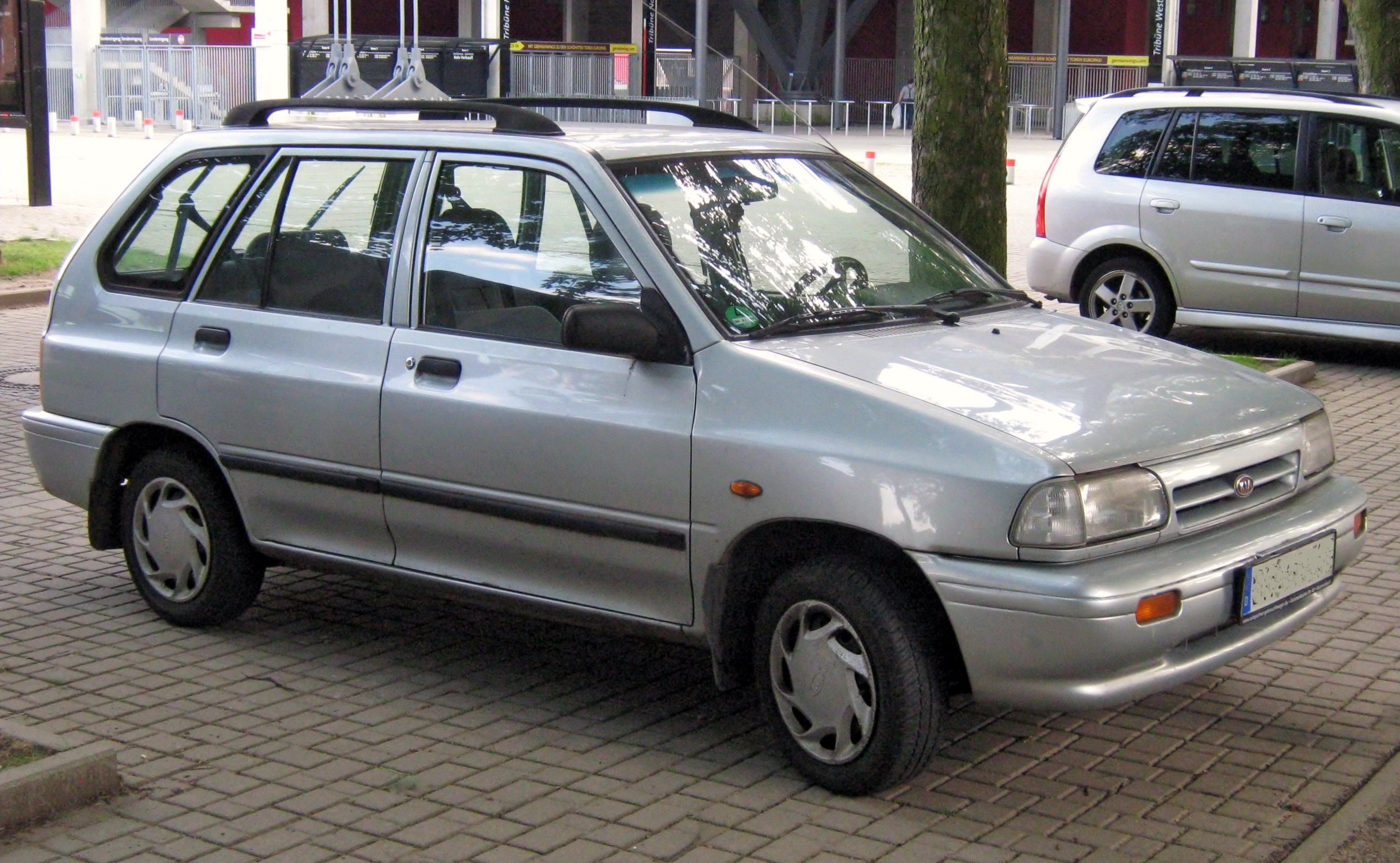
Az Európában elsőként bemutatott Pride

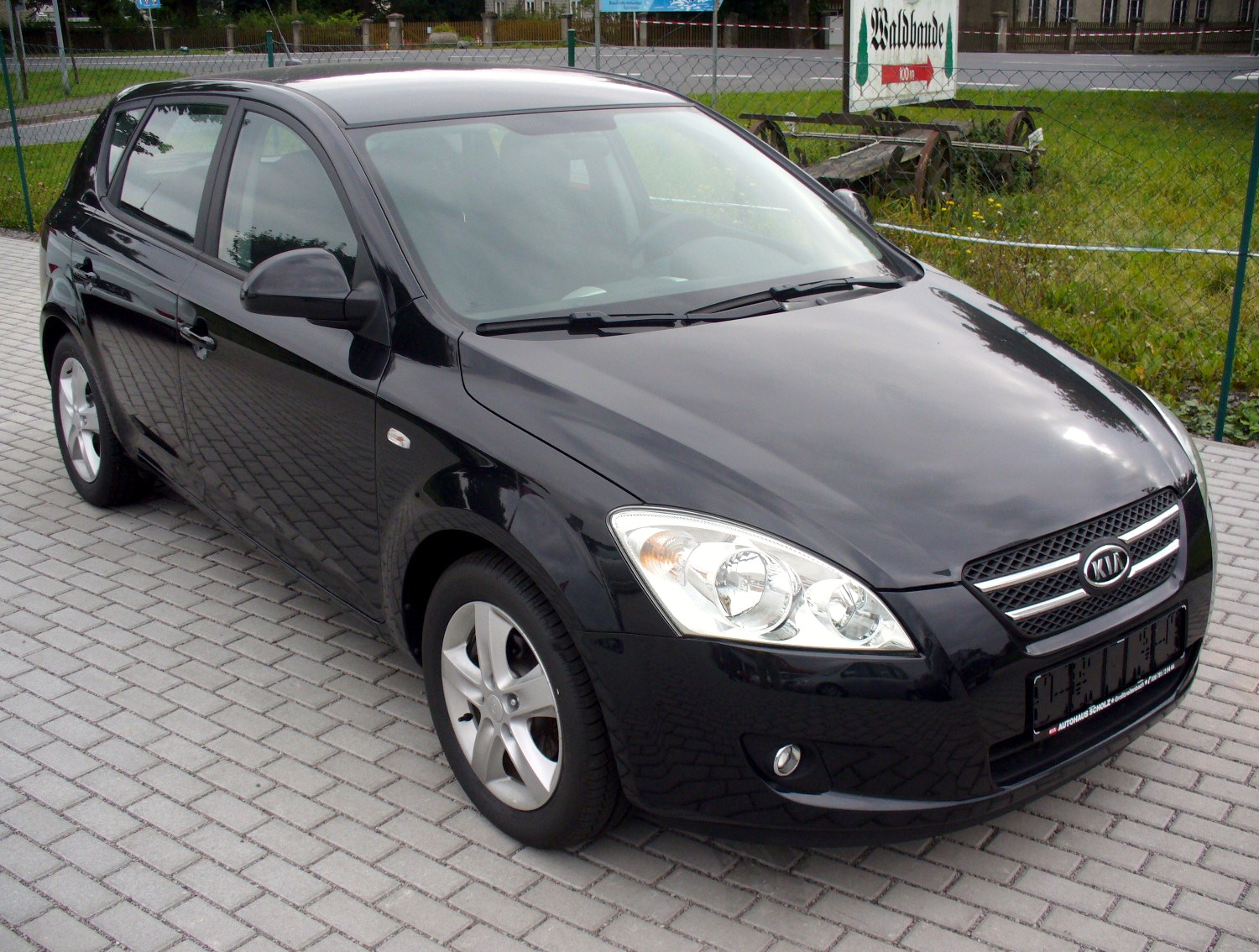
A kimondottan Európa számára tervezett Cee'd

A Kia Motors Europe (KME) a Kia Motors európai eladásait és marketingjét kontrolláló leányvállalata. Központja 2007-ig Németországban, a Frankfurthoz közeli Eschbornban volt található, utána viszont átköltözött egy kimondottan erre a célra épített épületkomplexumba, mely Frankfurt központjában található.
1995 és 1999 között bal- és jobbkormányos változatok is készültek a KME osnabrücki üzemében a Kia Sportage-ből, mielőtt a gyártás teljes mértékben visszatevődött volna Dél-Koreába az akkori generáció 2003-as kivezetéséig.
A Kia 1991-ben kezdett el Európába importálni autókat. Elsőként a kiskategóriás Kia Pride került piacra, mely eleinte népszerű volt a vásárlók körében, de az évtized végére egyre csökkent iránta a kereslet, mielőtt 2000-ben lecserélték volna a Rióra.
A kínálat első bővülését a Kia Sephia 1994-es bevezetése jelentette, melyek kisautók helyett közepes méretű szedánok és ferde hátúak voltak, így kedvező árú, jól felszerelt alternatívát jelentettek a Ford Escort és az Opel Astra helyett. A kocsi 1999-ben modellfrissítésen esett át, mely során a szedán megtartotta eredeti nevét, a ferde hátút azonban átnevezték Shumára. A modell 2004-ig maradt a piacon, amikor lecserélték a modernebb Ceratóra, mellyel a Kia először lehetett komoly vetélytársa kategóriája népszerű európai autóinak.
A gyár első Európában forgalmazott szabadidő-autója az 1995-ben bemutatott Sportage volt, mely komoly népszerűségnek örvendett, de első helyét azóta átvette a nagyobb méretű Sorento. A Kia 1999-ben a nagyméretű családi autók piacán is szerencsét próbált a négyajtós Clarus szedánnal, mely méretei alapján a Ford Mondeo és az Opel Vectra vetélytársa volt. Bár olcsóbb volt, mint az említett modellek, megbukott az európai piacon, mivel a vásárlók kitartottak a már bevált és hosszú éve ismert kocsik mellett. A 2001-ben bemutatott Magentis már valamivel nagyobb sikerrel tudott vásárlókat elcsábítani az olyan kedvelt európai márkáktól, mint a Ford, az Opel, a Citroën vagy a Peugeot, de eladási statisztikai így is jelentősen alulmúlták a változásokat. A valódi áttörést ebben a kategóriában a Magentis közvetlen utódja, az Optima jelentette a Kia számára.
A KME 2007 áprilisában megnyitotta első, kimondottan Kia modellek gyártására létrehozott üzemét Európában, a szlovákiai Zsolnán. Itt eleinte a kimondottan az európai piacra tervezett Cee’d modellek készültek. Az üzem gyártási kapacitása 300 ezer autó évente. A világ azon kevés autógyárai közé tartozik, ahol egyszerre akár nyolc különböző modell is gyártható és a gyártott modellek egymáshoz képesti aránya a keresletnek megfelelően bármikor módosítható.

### Kia Motors Mexico
A Kia vezérigazgatója, Li Jongkun és Mexikó elnöke, Enrique Peña Nieto 2014. augusztus 28-án egy mexikóvárosi konferencián bejelentette, hogy Új-León államban egy évi 300 ezer darabos termelésre képes Kia gyártóüzem épül A munkálatok a tervek szerint 2016 első felében fejeződnek be.

### Kia Defense
A Kia Motorsnak komoly tapasztalata van a katonai szállítójárművek gyártásának területén. A cég a dél-koreai hadsereg kizárólagos belföldi beszállítója a különböző szállítójárműveket illetően, egészen 1976 óta.

## Gyártóüzemek
A Kia Motors fő gyártóüzemei Dél-Koreában:
- Hvaszong
- Kvangmjong (Sohari-üzem)
- Kvangdzsu
- Szeoszan

A Kia Motors fő gyártóüzemei Dél-Koreán kívül:
- Zsolna, Szlovákia
- Csiangszu, Kína
- Quảng Nam, Vietnám
- West Point, Georgia, Amerikai Egyesült Államok
- Pesquería, Új-León, Mexikó

## Formatervezés
2006 elején a Kia élesen megváltoztatta addigi stratégiáját és komoly hangsúlyt helyezett a formatervezésre, melyet a jövőbeli sikerek egyik fő feltételének nevezett. Ugyanebben az évben kinevezte Peter Schreyert dizájnercsapata élére, aki korábban az Audinál (TT) és a Volkswagennél is dolgozott, és rangos formatervezői díjakat nyert Németországban. Mellette Tom Kearns is a Kiához került, aki a Cadillac vezető formatervezője volt, és az ő munkájának az eredménye, hogy az amerikai autógyár áttért a radikálisan éles, markáns vonalak és csúcsos formák alkalmazására.

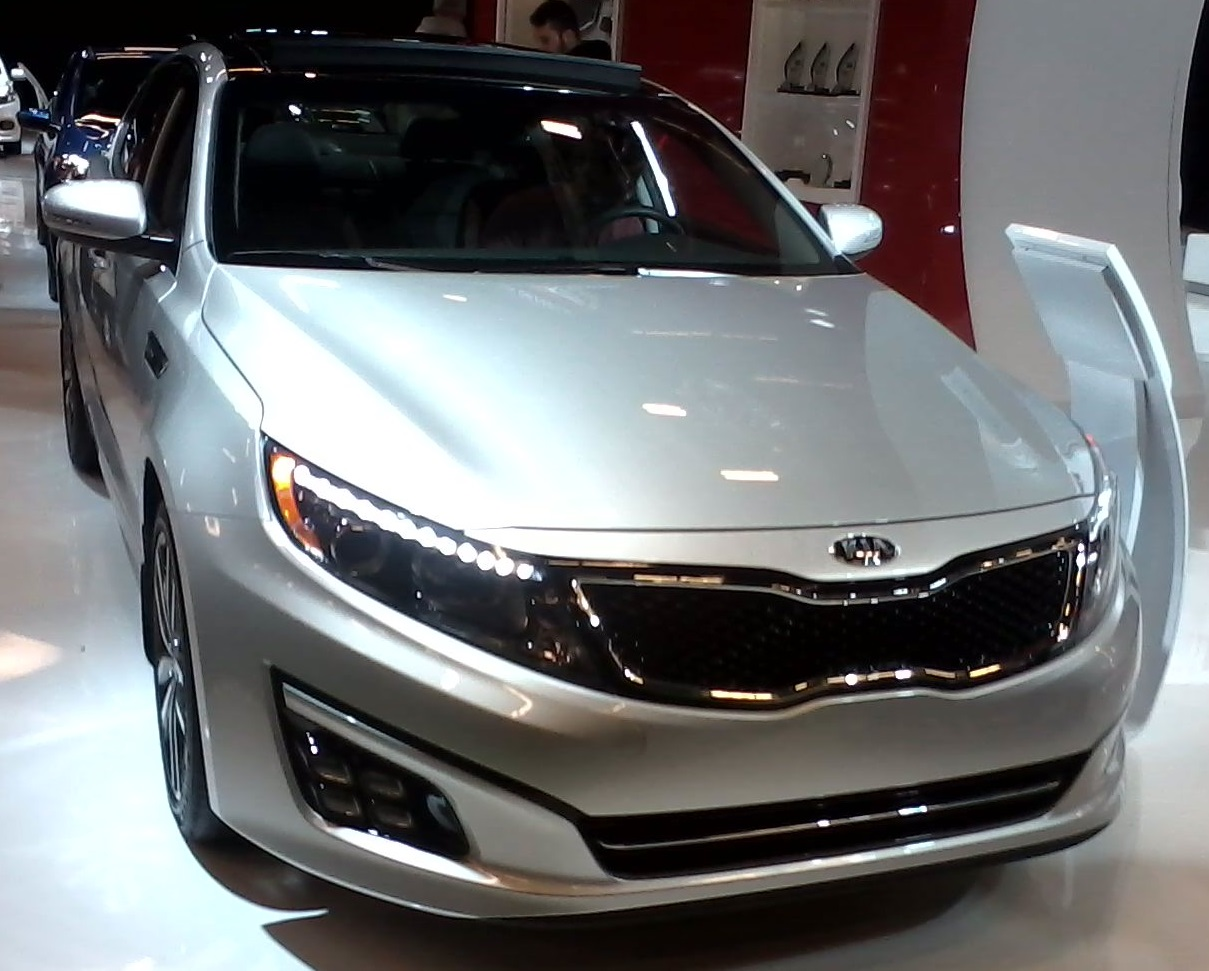
A tigrisorr egy Optimán

Schreyer érkezése óta központi szerepet játszott a Kia modellpalettáján szereplő modellek kinézetének kialakulásában. Felügyelte a munkát a Kia frankfurti, Los Angeles-i, tokiói és hvaszongi tervezőközpontjában is.
A 2007-es Frankfurti Autószalonon bemutatott Kee tanulmányautón jelent meg először a Kia új jellegzetes hűtőrácsa, a "tigrisorr". Az azóta a márka összes modelljén megfigyelhető dizájnelemre azért volt szükség, hogy egy könnyedén felismerhető "arcot" adjon az autóknak. A "tigrisorr" bemutatása után Schreyer így fogalmazott: "Egy erőteljes megkülönböztetőjegyet kerestünk. A legjobb, ha ez az autó elejére kerül, mivel egy autónak szüksége van egy jellegzetes arcra. Úgy vélem, a Kia új arca erőteljes és könnyedén felismerhető. A láthatóság és felismerhetőség minden márka szempontjából létfontosságú. Mostantól a Kia autói is azonnal felismerhetők, akár távolról is."

## Botrányok
2012 végén az Amerikai Egyesült Államok Környezetvédelmi Ügynöksége kötelezte a Kiát, hogy ismerje el, hogy hibás üzemanyagfogyasztási adatokat közölt népszerűsítő kiadványaiban, továbbá a gyár kénytelen volt minden megjelentetett fogyasztási adatát 3%-kal megemelni és kártérítést fizetni a vásárlóinak.